# Basile
|  | Aquest article tracta sobre una població de Louisiana. Si cerqueu el jugador de bàsquet, vegeu «Gianluca Basile». |

Basile és una població dels Estats Units a l'estat de Louisiana. Segons el cens del 2000 tenia 1.660 habitants.

## Demografia
Segons el cens del 2000, Basile tenia 1.660 habitants, 629 habitatges, i 417 famílies. La densitat de població era de 562,2 habitants/km².
Dels 629 habitatges en un 34,7% hi vivien nens de menys de 18 anys, en un 47,1% hi vivien parelles casades, en un 14,3% dones solteres, i en un 33,7% no eren unitats familiars. En el 30,7% dels habitatges hi vivien persones soles el 13% de les quals corresponia a persones de 65 anys o més que vivien soles. El nombre mitjà de persones vivint en cada habitatge era de 2,52 i el nombre mitjà de persones que vivien en cada família era de 3,2.
Per edats la població es repartia de la següent manera: un 29,2% tenia menys de 18 anys, un 9,2% entre 18 i 24, un 25,8% entre 25 i 44, un 18,7% de 45 a 60 i un 17,2% 65 anys o més.
L'edat mediana era de 35 anys. Per cada 100 dones de 18 o més anys hi havia 79,3 homes.
La renda mediana per habitatge era de 18.922 $ i la renda mediana per família de 23.008 $. Els homes tenien una renda mediana de 21.389 $ mentre que les dones 13.603 $. La renda per capita de la població era de 10.568 $. Entorn del 30,3% de les famílies i el 31,9% de la població estaven per davall del llindar de pobresa.

## Poblacions més properes
El següent diagrama mostra les poblacions més properes.